# Juegos Olímpicos de Wenlock

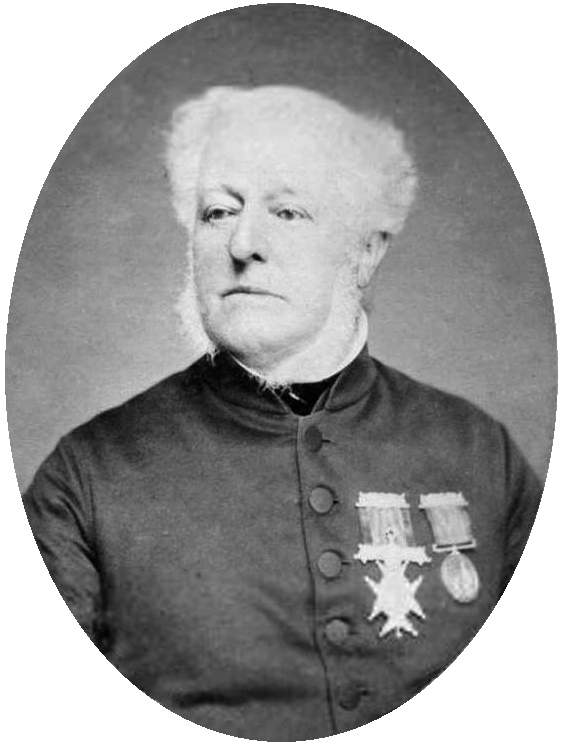
Dr. William Penny Brookes, fundador de los Juegos Olímpicos de Wenlock.

Los Juegos Olímpicos de Wenlock (en inglés: Wenlock Olympian Games) empezaron en 1850 y marcan uno de los primeros intentos de resucitar los antiguos juegos olímpicos. Fueron organizados por la Sociedad Olímpica Wenlock (siglas en inglés: WOS), y se desarrollaban cada año en Shropshire, Inglaterra, cerca de un pueblo inglés llamado Much Wenlock. Uno de las mascotas de los Juegos Olímpicos de Londres 2012 fue nombrada Wenlock en honor a estos Juegos.

## Historia
El 25 de febrero de 1850 la Sociedad Agricultora de Lectura de Wenclock (siglas en inglés: WARS) estableció La Clase Olímpica –"para promover el desarrollo moral, físico y mental de los habitantes de la ciudad y alrededores de Wenlock, especialmente de las clases obreras, a través de animarles a hacer diversiones al aire libre y a través de otorgar anualmente diversos premios por logros atléticos, intelectuales e industriales"–. El secretario de la clase y su fuerza animadora fue Dr. William Penny Brookes, su inspiración para crear estos eventos fue su trabajo como médico cirujano en un barrio en pleno crecimiento de Wenlock. El primer evento se llevó a cabo en el hipódromo de Much Wenlock el 22 y 23 de octubre de 1850.
Los primeros Juegos eran una mezcla de atletismo y deportes tradicionales del país, como quoits, fútbol y criquet.  Los acontecimientos también incluían carreras, carreras con vallas y ciclismo. Algunos de los Juegos tempranos incluían "eventos de diversión" como las carreras a ciegas o carreras de mujeres ancianas con un premio de una libra de té. 

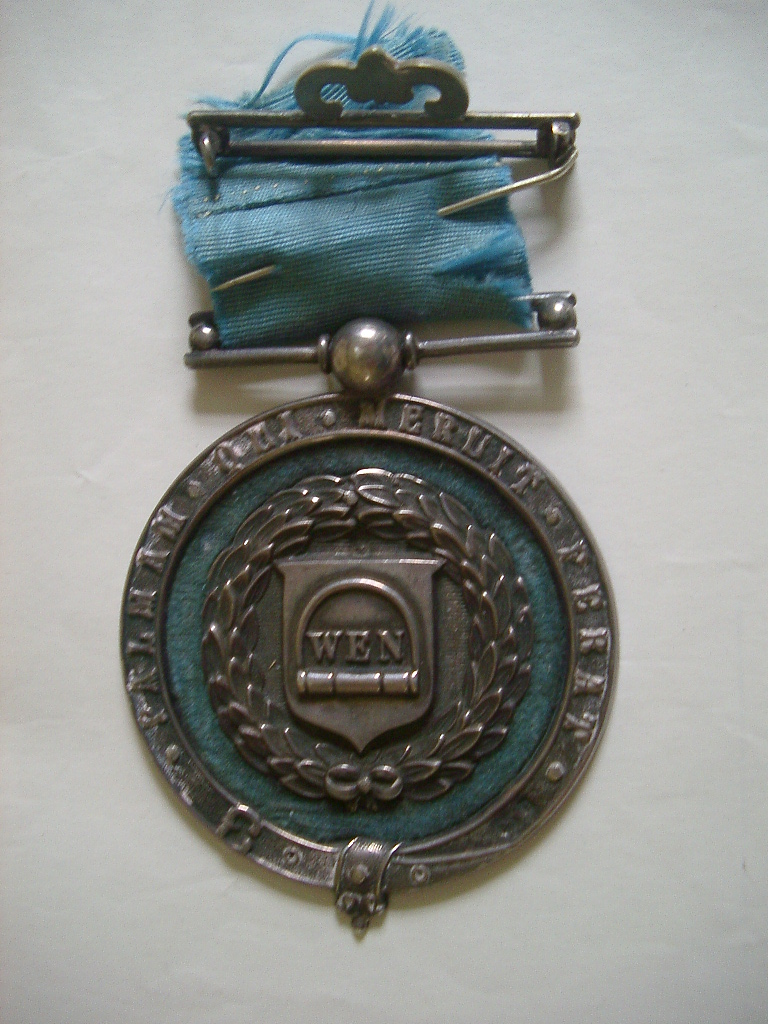
Una medalla de plata de los Juegos Olímpicos de Wenlock de 1864.

En 1859 La Clase Olímpica de Wenlock envió 10 libras a Atenas como premio para el mejor corredor en los Juegos Olímpicos de Zappas los cuales se llevaron a cabo en noviembre de aquel año –abiertos solo para los atletas del habla griega–. El premio fue ganado por Petros Velissarios de Esmirna, Imperio otomano.
En 1860 el Teniente Coronel Herbert Edwardes, quien fue invitado a dirigir unas palabras a los espectadores durante los Juegos, alabó al fundador de los Juegos, el Doctor Brookes, y a la WARS por su trabajo. Pero también expresó su desacuerdo con la influencia griega, proponiendo llamar los Juegos "La Clase Shropshire del Trabajo y Juego Británico (en inglés: The Shropshire Class of British Work and Play), que se hable de los hombres y mujeres ingleses, de muchachos y muchachas de Inglaterra". Debido a una disputa con la WARS, en noviembre de 1860, la Clase Olímpica de Wenlock se separó de la WARS y cambió su nombre por la Sociedad Olímpica de Wenlock. Los Juegos del año 1860 fueron un gran éxito, ese año se añadió al programa de los Juegos la competición de tiro al blanco.
En 1861, después de varios años de trabajo de Brookes y sus compañeros, se introdujeron los Juegos Olímpicos de Shropshire. Los primeros Juegos Olímpicos Nacionales se llevaron a cabo en Londres, Inglaterra en 1866, fueron organizados por la Asociación Olímpica Nacional (fundada por Brookes, entre otros, en 1865). La Asociación se disolvió en 1883.
El Barón Pierre de Coubertin visitó la Sociedad Olímpica en 1890, la Sociedad organizó una fiesta especial en honor al barón. El barón se sintió inspirado por el Doctor Brookes y decidió fundar el Comité Olímpico Nacional. En 1894 Brookes fue nombrado delegado de honor del Congreso de Sorbona, donde se estableció el COI, pero debido a su mala salud no pudo acudir a la ceremonia del nombramiento.
Los Juegos Olímpicos de Wenlock continuaron celebrándose de forma interminente a pesar de la muerte de Brookes en 1895. Actualmente, estos Juegos son reconocidos oficialmente por el COI y la Asociación Olímpica Británica, en 1994 fueron visitados por el presidente del COI, Juan Antonio Samaranch.
La mascota oficial de los Juegos Olímpicos de Londres 2012 fue nombrada en honor a los Juegos de Wenlock (Wenlock y Mandeville).
En las medallas otorgadas durante estos Juegos está representada Niké, la diosa griega de victoria, igual que en las medallas de los Juegos Olímpicos.
En 2011, después de la inesperada muerte del Presidente Roy Rogers (récord mundial de triple salto y campeón olímpico), como nuevo presidente de la Sociedad fue elegido Jonathan Edwards.